# Deportatie (hoorspel)
Deportatie is een hoorspel van Jan Rys. Vertreibung werd op 3 maart 1965 door de Westdeutscher Rundfunk uitgezonden. Ad Angevaare vertaalde het en de KRO zond het uit in het programma Dinsdagavondtheater op dinsdag 31 januari 1967. De regisseur was Léon Povel. Het hoorspel duurde 52 minuten.

## Rolbezetting
- Johan Walhain (Franz Doleschall)
- Eva Janssen (Anna Doleschall, zijn vrouw)
- Tine Medema (Dorle Rumbüttel, gescheiden vrouw)
- Wiesje Bouwmeester (pensionhoudster)

## Inhoud
Het leed van het echtpaar Doleschall is tijdens het nationaalsocialisme begonnen. Of ze slachtoffers waren van de bruine terreur of van de oorlog, blijft onduidelijk. Hoewel de tijd van de deportaties al lang achter de rug is, beweren de oude mensen dat ze op een dag weer opgeroepen zullen worden. Ditmaal willen ze voorbereid zijn en daarom hebben ze hun koffers al gepakt…